# Бустон (район Рудаки)
Бустон (тадж. Бӯстон; до 2008 года — Дунгизулди) — село в районе Рудаки Республики Таджикистан. Входит в состав джамоата (сельской общины) Султонобод.
Находится на расстоянии 5 км от районного центра (пгт. Сомониён) и 22 км от центра джамоата (село Султонобод).
Население — 1908 чел. (2017).